# Nymphidium azanoides
Nymphidium azanoides is een vlindersoort uit de familie van de prachtvlinders (Riodinidae), onderfamilie Riodininae.
Nymphidium azanoides werd in 1867 beschreven door Butler.